# Saturnino (cônsul em 383)
Flávio Saturnino (em latim: Flavius Saturninus) foi um oficial romano dos séculos IV e V que esteve ativo durante o reinado dos imperadores Constâncio II (r. 337–361), Valente (r. 364–378), Teodósio I (r. 378–395) e Arcádio (r. 395–408).

## Vida

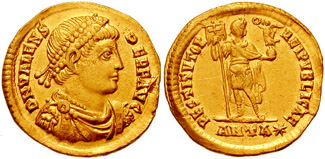
Soldo do imperador Valente r.

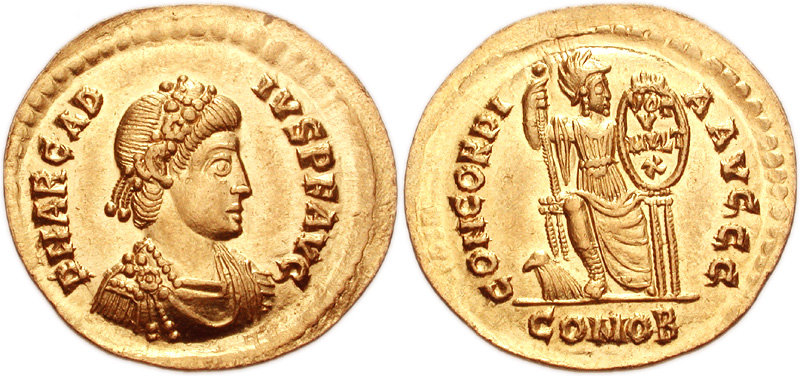
Soldo de Arcádio r.

Saturnino aparece pela primeira vez em 350, quando, como um comandante militar, recepcionou Temístio em sua primeira visita à Constantinopla. Em algum data antes de 361, quando foi exilado pelo Tribunal da Calcedônia, foi nomeado curopalata. De acordo com uma carta datada de 373 de um bispo chamado Abrão, também havia sido conde dos assuntos militares.
Em 377-378, foi nomeado temporariamente como mestre da cavalaria e enviado à Trácia para auxiliar Trajano e Profuturo a conter os rebeldes godos enquanto o imperador Valente mobilizava o exército principal no Oriente. Saturnino e Trajano bloquearam os godos perto do Monte Hemo, construindo uma linha de fortificações que repeliram os ataques góticos. O objetivo dos dois generais era fazer os godos sofrerem com o frio do inverno e a escassez de alimentos, a fim de forçá-los à submissão; alternativamente, os dois generais planejavam chamar de volta os sentinelas, atraindo os godos do rei Fritigerno em batalha em campo aberto nas planícies entre o Hemo e o Danúbio.
Fritigerno, contudo, não aceitou a desafio e alistou reforços hunos e alanos com promessas de butim. Saturnino percebendo que não poderia lutar contra o inimigo com suas tropas, levantou o bloqueio sobre as passagens das montanhas e retirou-se. Mais adiante, Saturnino foi encarregado com a missão de prender o monge Isaque e participou na desastrosa Batalha de Adrianópolis de 9 de agosto de 378 na qual o imperador e inúmeros oficiais e generais pereceram. Em 380, esteve em Constantinopla com Vitor. Entre 382–383, manteve o posto de mestre dos soldados da Trácia e em outubro de 382 assinou um tratado de paz com os godos através do qual viveriam no baixo Danúbio como federados.
Este sucesso nas negociações garantiu a Saturnino sua nomeação como cônsul posterior em 383 ao lado de Merobaldo. Por esta época foi destinatário de um panegírico de Temístio. Em 388, esteve na corte de Constantinopla e manteve considerável influência sobre o imperador Teodósio I. Em 396, já na velhice, foi nomeado com Procópio para julgar Timásio, que condenou à revelia de seu parceiro. Em 400, o oficial Gainas conseguiu que o imperador Arcádio exilasse Saturnino, Aureliano e João, porém este exílio durou pouco tempo devido à queda de Gainas mais tarde no mesmo ano.

## Avaliação
Cristão, Saturnino foi casado com Castrícia, uma ardente oponente de João Crisóstomo. Ele teve propriedades em Constantinopla. Sua carreira é descrita como longa e bem sucedida, porém, segundo Zósimo, foi inescrupuloso ao usar de bajulação para manter-se no poder.